# Йоаким Ваксеванидис
Йоаким (на гръцки: Ιωακείμ) е гръцки духовник, костурски митрополит от 1908 до 1911 година.

## Биография
Роден е със светското име Ваксеванидис (Βαξεβανίδης) около 1860 година в Цариград. Завършва теология в Богословското училище на Халки в 1888 година, но получава степента си едва н 1892 година и в същата година е назначен за дякон в Халкидонската митрополия. На 1 януари 1894 година е ръкоположен за свещеник от митрополит Йоаким Халкидонски и е назначен за протосингел на митрополията.
На 12 декември 1896 година е избран и на 15 декември ръкоположен в храма „Света Евфимия“ в Халкидон за милитуполски епископ, викарий на Кизическата митрополия. Ръкополагането е извършено от митрополит Йоаким Халкидонски в съслужение с митрополитите Дионисий Ганоски и Хорски, Софроний Карпатоски и Касоски и Йоан бивш дискатски. Получава района на Чанаккале (Дарданелия) от Кизическата митрополия. В 1899 година се установява в Цариград.
На 17 февруари 1900 година е избран за коски митрополит.
Избран е за костурски митрополит на 14 февруари 1908 година и наследява на трона Герман, който става митрополит на Амасия. Йоаким умира на 15 юли 1911 година след няколкомесечно боледуване в болница.